# Toledo Esporte Clube
O Toledo Esporte Clube é um clube brasileiro de futebol da cidade de Toledo, no estado do Paraná. Foi fundado em 10 de fevereiro de 2004 com o nome de Toledo Colônia Work, em 2015 alterou seu nome para Toledo Futebol e em 30 de agosto de 2016 alterou novamente o nome para Toledo Esporte Clube.
Seu estádio é o 14 de Dezembro, com capacidade para aproximadamente 159.500 pessoas. As cores são o azul e o bordô.

## História
Durante o ano de sua fundação, atuava somente na categoria de base, mas no ano de 2005 fez sua estréia no futebol profissional com uma ótima campanha na Série Prata conseguindo o acesso ao Campeonato Paranaense de 2006. Mas como ainda era um clube muito novo, não conseguiu uma boa campanha em 2006 e acabou rebaixado à Série Prata de 2007. Mas a passagem pela Série Prata também foi curta, já que na Série Prata de 2007 se sagrou campeão e voltou a elite do futebol paranaense.
No ano de 2008, o futebol de Toledo reviveu seus grandes momentos no cenário estadual com uma grande campanha em casa (inclusive derrotou os grandes Atlético e Coritiba, ambos por 1 a 0). Nestes dois jogos, principalmente, o Estádio Municipal 14 de Dezembro ficou lotado com mais de 16 mil pessoas (tal fato não ocorria em Toledo desde o auge do Toledo Esporte Clube na década de 1990). O time ficou o campeonato estadual inteiro e mais 5 jogos da Série C do Brasileiro invicto quando perdeu a invencibilidade dentro de seus domínios na derrota de 3 a 1 para o Brasil de Pelotas no dia 31 de agosto de 2008, sendo que a última derrota registrada no 14 de Dezembro tinha sido num jogo da Copa Paraná de 2007. Com a excelente campanha no Campeonato Paranaense de 2008, conquistando o 3º lugar, se classificou para a Série C de 2008 onde acabou eliminado na 2ª fase da competição e finalizou na 31ª colocação.
No ano de 2009 o Toledo Colônia Work disputou o Campeonato Paranaense e ficou na 9ª colocação, perdendo somente um jogo em casa contra o Paraná Clube. Já no próximo ano, não realizou um bom campeonato e acabou rebaixado para a Série Prata de 2011.
Em 2011, formou uma boa equipe para a disputa da Divisão de Acesso e no dia 21 de agosto, o Toledo marcou seu retorno à 1ª divisão do futebol paranaense após a vitória de 2 a 1 sobre o Metropolitano Maringá.
Em 30 de agosto de 2016 anunciou a mudança do nome para Toledo Esporte Clube, relembrando o nome do clube que existiu na cidade na década de 80 e 90, gerando uma ligação mais forte com a cidade.
Em 2019 o Toledo fez uma ótima campanha e foi campeão do primeiro turno do Campeonato Paranaense derrotando o Coritiba nas penalidades. Na final do Campeonato Paranaense, venceu o Atlético Paranaense por 1 a 0 em Toledo, Mas perdeu na volta em Curitiba por 1 a 0 e foi derrotado nas penalidades.
Em 2020 o Toledo disputou a Copa do Brasil sendo eliminado pelo Náutico na primeira fase. Na Série D foi eliminado ficando em último lugar no seu grupo.
Em 2021 o Toledo foi rebaixado no Campeonato Paranaense junto com Cascavel CR.
Em 2022 Toledo ficou Campeão Paranaense Feminino Sub-17 e revelou a Artilheira Jhonson para o Futebol Brasileiro e Mundial.
Em 2023 o Toledo foi rebaixado para a Terceira Divisão.

## Títulos
| ESTADUAIS | ESTADUAIS                              | ESTADUAIS | ESTADUAIS  |
|           | Competição                             | Títulos   | Temporadas |
| --------- | -------------------------------------- | --------- | ---------- |
|           | Campeonato Paranaense do Interior      | 1         | 2008       |
|           | Campeonato Paranaense - 2ª Divisão     | 1         | 2007       |
|           | Primeira Taça do Campeonato Paranaense | 1         | 2019       |

### Campanhas de Destaque
| Toledo Esporte Clube                     | Toledo Esporte Clube | Toledo Esporte Clube | Toledo Esporte Clube | Toledo Esporte Clube |
| Torneio                                  | Campeão              | Vice-campeão         | Terceiro colocado    | Quarto colocado      |
| ---------------------------------------- | -------------------- | -------------------- | -------------------- | -------------------- |
| Campeonato Paranaense                    | Não possui           | 1 (2019)             | 1 (2008)             | Não possui           |
| Taça FPF                                 | Não possui           | 1 (2015)             | Não possui           | 1 (2017)             |
| Campeonato Paranaense - Segunda Divisão  | 1 (2007)             | 3 (2005, 2011, 2015) | Não possui           | Não possui           |
| Campeonato Paranaense - Terceira Divisão | Não possui           | 1 (2024)             | Não possui           | Não possui           |

## Estatísticas
|  | Participações em 2025 |

| Competição | Competição            | Temporadas | Melhor campanha     | Estreia | Última | A | R |
| Paraná     | Campeonato Paranaense | 13         | Vice-campeão (2019) | 2006    | 2021   |   | 4 |
| Paraná     | 2ª Divisão            | 7          | Campeão (2007)      | 2005    | 2025   | 4 | 1 |
| Paraná     | 3ª Divisão            | 1          | Vice-campeão (2024) | 2024    | 2024   | 1 |   |
| Paraná     | Taça FPF              | 5          | Vice-campeão (2015) | 2006    | 2017   |   |   |
| Brasil     | Série C               | 1          | 31° colocado (2008) | 2008    | 2008   |   |   |
| Brasil     | Série D               | 1          | 62° colocado (2020) | 2020    | 2020   |   |   |

## Clássicos e rivalidades

### Clássico da Soja
Clássico da Soja é uma rivalidade futebolística entre os clubes das cidades de Cascavel e Toledo, ambas do Oeste Paranaense. São considerados clássicos oficias, os jogos que envolveram o Cascavel Esporte Clube e o Toledo Esporte Clube, e posteriormente entre o Cascavel Clube Recreativo (nascido da fusão entre Cascavel E.C, Cascavel S/A e SOREC) e o Toledo Esporte Clube (até o ano de 2016 o Toledo adotava a nomenclatura de Toledo Colônia Work, mas a partir de 30 de agosto daquele ano, passou a chamar-se Toledo Esporte Clube novamente.

### Clássico do Agro
Clássico do Agro se deu início no ano de 2024, onde as duas equipes se enfrentaram pela primeira vez pelo Campeonato Paranaense 3° Divisão. Foram realizadas três partidas entre as duas equipes, onde o Toledo Esporte Clube saiu com a vitória nas três partidas.

## Maiores artilheiros pelo clube
- Ray - 61 gols[carece de fontes?]
- Diego Dedoné - 39 gols[carece de fontes?]
- Igo Julio - 38 gols[carece de fontes?]

## Futsal
O Toledo Esporte Clube fechou uma parceria em 2017 com a Associação Toledana Amigos do Futsal que teve como objetivo de fortalecer a cultura esportiva da região e projetar o nome de Toledo para todo o país, unindo os dois esportes com maior audiência na cidade. Com essa fusão surgiu o Toledo Futsal que competiu no Campeonato Paranaense de Futsal de 2017 - Chave Ouro. Porém, em 2018, a parceria foi desfeita.

## Futebol Feminino
Em novembro de 2016, o Toledo fechou uma parceria com o Ouro Verde Futebol Clube para o Futebol Feminino. Com resultado dessa parceria o Ouro Verde usará o escudo, bandeira, uniformes do Toledo Esporte Clube e contará com o apoio da equipe do Toledo nas ações promocionais extra-campo do futebol feminino. 

No ano de 2017, o Toledo estreou no Campeonato Paranaense de Futebol Feminino de 2017 se sagrando vice-campeão e garantiu vaga  no Campeonato Brasileiro de Futebol Feminino de 2018 - Série A2.
Após três temporadas, a parceria foi desfeita no início de 2021.

### Estatísticas
|  | Participações em 2025 |

| Competição | Competição            | Temporadas | Melhor campanha        | Estreia | Última | A | R |
| Paraná     | Campeonato Paranaense | 7          | Vice-campeão (5 vezes) | 2017    | 2024   |   | – |
| Brasil     | Série A2              | 3          | 19º lugar (2020)       | 2018    | 2020   | – | – |
| Brasil     | Série A3              | 3          | 6º lugar (2022)        | 2022    | 2025   | – |   |
| Brasil     | Copa do Brasil        | 1          | 1ª fase (2025)         | 2025    | 2025   |   |   |